# Upploppet vid Upton Park 2009
Upploppet vid Upton Park inträffade i och runt West Ham Uniteds Boleyn Ground, i Upton Park före, under och efter Engelska Ligacupens andra omgång mellan West Ham och Millwall den 25 augusti 2009. Matchen vanns av hemmalaget med 3–1 efter förlängning, men matchen förstördes av fans som sprang in på planen, samt oordning på gatorna utanför arenan, där en Millwallsupporter blev knivhuggen. Mer än 20 personer skadades. Oroligheterna möttes med fördömande av Fotbollförbundet, den brittiska regeringen och de två inblandade klubbarna. Händelsen ledde till rädsla för att återvända till den huliganism som hade plågat den engelska fotbollens rykte under 1970- och 80-talet.  Det fanns också oro för att det kunde ha en negativ inverkan på Englands anbud att vara värd för Världsmästerskapet i fotboll 2018.

## Bakgrund
Millwall och West Ham United har en långvarig rivalitet som går tillbaka till klubbens första möte, en vänskapsmatch den 23 september 1897. Rivaliteten härrör från de två sidornas geografiska närhet till varandra. Deras hemmaplaner vid den tiden (The Den och Boleyn Ground) låg ca en mil från varandra, och under åren har det förekommit flera fall av våld mellan supportrar av de två klubbarna. Dessa händelser hade dock avtagit under de senaste åren eftersom klubbarna har spelat i olika divisioner. Före matchen hade klubbarna mött varandra 96 gånger, varav Millwall vunnit 38, West Ham 32 och 26 slutat oavgjort. Det föregående mötet slaget var en match i EFL Championship som spelades den 16 april 2005 på Boleyn Ground, som slutade 1–1.
Huliganism fanns vid de flesta engelska fotbollsplaner på 1970- och 80-talet, och många klubbar tvingades installera stängsel runt själva planen. Millwalls huliganfirma, Millwall Bushwackers uppfattades som en av de mest våldsamma, så mycket att ett vanligt vapen som användes i sådana händelser blev känt som en Millwall brick. I mars 1985 var Bushwackers involverade i ett upplopp med Luton Towns firma MIGs. Av de 31 män som arresterades visade sig många vara anhängare av andra Londonklubbar som West Ham och Chelsea. West Ham United har också mottagit dålig reklam för sitt Inter City Firm, som fick internationell berömmelse efter lanseringen av filmerma The Firm (1989) och Green Street (2005). 
Lottningen för andra omgången i Engelska Ligacupen 2009-10 ägde rum den 12 augusti 2009, där West Ham och Millwall skulle mötas för första gången någonsin i ligacupen. Polisen sänkte antalet biljetter som gick till resande Millwall-fans från 3 000 till 1 500, vilket väckte ilska bland supportrar; Millwall varnade polisen för en högre risk för bråk på grund av detta.

### Laguppställningar
| West Ham United | West Ham United | West Ham United  | West Ham United | West Ham United | Millwall      | Millwall      | Millwall       | Millwall      | Millwall      |
| --------------- | --------------- | ---------------- | --------------- | --------------- | ------------- | ------------- | -------------- | ------------- | ------------- |
| GK              | 1               | Robert Green     |                 |                 | GK            | 1             | David Forde    |               |               |
| DF              | 20              | Julien Faubert   |                 |                 | DF            | 2             | Alan Dunne     |               |               |
| DF              | 4               | Danny Gabbidon   | 16'             |                 | DF            | 3             | Andy Frampton  | 6'            |               |
| DF              | 30              | James Tomkins    |                 |                 | DF            | 16            | Scott Barron   | 104'          |               |
| DF              | 18              | Jonathan Spector |                 |                 | DF            | 21            | Jack Smith     |               |               |
| MF              | 8               | Scott Parker     | 69'             |                 | MF            | 11            | Dave Martin    |               | 91′           |
| MF              | 14              | Radoslav Kováč   |                 | 62′             | MF            | 12            | Chris Hackett  |               |               |
| MF              | 31              | Jack Collison    | 115'            |                 | MF            | 22            | Ali Fuseini    |               |               |
| MF              | 35              | Josh Payne       |                 | 46′             | MF            | 24            | Marc Laird     | 40'           |               |
| FW              | 12              | Carlton Cole     | 83'             | 109′            | FW            | 8             | Gary Alexander |               | 99′           |
| FW              | 46              | Junior Stanislas |                 |                 | FW            | 9             | Neil Harris    |               | 99′           |
| Avbytare        | Avbytare        | Avbytare         | Avbytare        | Avbytare        | Avbytare      | Avbytare      | Avbytare       | Avbytare      | Avbytare      |
| GK              | 28              | Péter Kurucz     |                 |                 | GK            | 13            | John Sullivan  |               |               |
| DF              | 15              | Matthew Upson    |                 | 109′            | MF            | 4             | Adam Bolder    |               | 99′           |
| DF              | 19              | James Collins    |                 |                 | FW            | 19            | Ashley Grimes  |               | 99′           |
| DF              | 33              | Fabio Daprelà    |                 |                 | FW            | 23            | Jason Price    |               | 91′           |
| FW              | 24              | Frank Nouble     |                 | 62′             |               |               |                |               |               |
| MF              | 34              | Olly Lee         |                 |                 |               |               |                |               |               |
| FW              | 41              | Zavon Hines      |                 | 46′             |               |               |                |               |               |
| Manager         | Manager         | Manager          | Manager         | Manager         | Manager       | Manager       | Manager        | Manager       | Manager       |
| Gianfranco Zola | Gianfranco Zola | Gianfranco Zola  | Gianfranco Zola | Gianfranco Zola | Kenny Jackett | Kenny Jackett | Kenny Jackett  | Kenny Jackett | Kenny Jackett |

| DOMARE - Assisterande domare: - Mike George (Norfolk) - Gavin Muge (Bedfordshire) - Fjärdedomare: Neil Hair (Cambridgeshire) | REGLER - Speltid 90 minuter. - 30 minuter tilläggstid om det skulle behövas. - Straffspark om ställningen efter tilläggstid är lika. - Sju namngivna ersättare. - Maximalt tre spelarbyten. |

## Reaktion och efterspel
Våldet möttes av överraskelse och upprörelse från bland annat fotbollsmyndigheterna. Regeringens idrottsminister Gerry Sutcliffe kommenterade: "Vi har gjort stora framsteg när det gäller att hantera huliganism i detta land och kommer inte att återvända till 80-talets mörka dagar." Han kallade händelserna "en skam för fotboll" och sa också att alla syndare bör förbjudas från fotboll för resten av livet. Justitiesekreteraren Jack Straw sa att "starka åtgärder" behövde vidtas för att förhindra en upprepning av oroligheterna. Sekreteraren Alan Johnson tillade: "Den som tror att våld har en plats i dagens fotboll lever i de mörka åldrarna och kommer bara att skämma ut de lag de stöder." Jeremy Hunt kommenterade att "Bredare frågor måste besvaras om hur situationen tillåtits i första hand." En West Hamsupporter sågs bära ett litet barn på axlarna när de anslöt sig till planinvasionen. En ungdomsarbetare kallade detta "sjukt... Meddelandet som det skickar är mycket störande "och tilllade att "Att springa på planen med ett litet barn på dina axlar är inte ett exempel att ge till unga människor." Fotbollförbundet sa att fansen skulle få livstidsförbud.